# Statista
Statista (invariato al femminile), un tempo uomo di Stato quando il termine era declinato prevalentemente al maschile, è il nome con cui si indica una figura politica e istituzionale dedicata al governo degli affari di Stato.

## Descrizione
Deriva dalla parola Stato e indica una persona che ha una profonda esperienza, teorica e pratica, dell'arte di governare uno Stato; il termine viene tuttavia comunemente usato per indicare un personaggio politico o di governo.
Virtualmente, chiunque abbia rivestito incarichi tali da contribuire direttamente a sviluppare lo statalismo di una nazione può essere considerato tale. In senso generale, il termine è stato anche usato per indicare chi si è occupato di affari dello Stato, arrivando, grazie al suo peso politico, ad attuare politiche statali, pur non necessariamente ricoprendo incarichi di governo.